# Sursee (gemeente)
Sursee is een gemeente en plaats in het Zwitserse kanton Luzern en maakte deel uit van het district Sursee tot op 1 januari 2008 de districten van Luzern werden afgeschaft. Sursee telde in 2015 ca. 9400 inwoners en ligt op ongeveer 500 meter hoogte.

## Bezienswaardigheden
Het stadje heeft nog een klein historisch middeleeuws centrum met een stadspoort, enkele fraaie oude (winkel)panden en een laatgotisch raadhuis met toren. Opvallend is ook het Schulhaus St. Georg uit 1903, gerestaureerd in 1993. Bezienswaardig is voorts de in gotische en barokke stijl gebouwde St. Georgkerk uit ca. 1640, welke in 1935 ingrijpend is gerenoveerd. Direct naast dit kerkgebouw staat de kleine 'Beinhauskapelle' uit ca. 1497 met spitse daktoren.
Talloze moderne gebouwen, net buiten het Middeleeuwse centrum, omlijsten Sursee. Het Stadthof met zuilengang uit 2003 (door de bewoners 'Snozzibau' genoemd) aan het Martignyplein alsmede het grote winkelcentrum Neuer Surseepark (2003) bij het spoorwegstation dat uit twee gebouwen bestaat verbonden door een overdekte glazen loopbrug.

## Verkeer en vervoer
Sursee heeft een spoorwegstation. Directe treinverbindingen zijn er naar Basel en Luzern. Veel omliggende dorpen zijn per bus bereikbaar.

## Traditie
Een aloude traditie is Gansabhauet: een carnavalesk figuur die met een dode gans op 11 november, Sint Maarten, vanaf 15.00 uur door het stadje trekt.

## Sport
Sursee was op 12 juni 2004 de startplaats van de 68ste editie van de Ronde van Zwitserland. De eerste etappe van deze jaarlijkse wielerkoers, een rit over 176 kilometer naar Beromünster, werd gewonnen door de latere overall-winnaar Jan Ullrich uit Duitsland.

## Geboren
- Anna Barbara Abesch (1706-1773), achterglasschilderes
- Maria Paula Beck (1861-1908), onderwijzeres, maatschappelijk werkster en kloosterzuster
- Hans Küng (1928-2021), theoloog
- Haris Seferović (1992), voetballer
- Svenja Fölmli (2002), voetbalster

## Overleden
- Anna Barbara Abesch (1706-1773), achterglasschilderes
- Lina Beck-Meyenberger (1892-1988), onderwijzeres en feministe